# Atlantic (iot)
L'Atlantic fou una goleta aurica de tres pals amb buc d'acer. Avarada l'any 1903, en la Kaiser’s Cup de 1905 va travessar l'oceà Atlàntic en un temps rècord. Rècord que va mantenir 75 anys.

## Construcció
Dissenyada per William Gardner fou construïda a les drassanes Towsend & Downey.
El buc era d'acer i disposava de totes les comoditats.
Fou avarada l'any 1903.
- Les drassanes Towsend & Dowey s'ubicaven a l'illa Shooters Island.[5]

## Característiques
| Concepte          | Valor       |
| ----------------- | ----------- |
| Eslora total      | 69,40 m     |
| Mànega            | 8,85 m      |
| Calat             | 4,90 m      |
| Superfície vèlica | 1.423 m2    |
| Desplaçament      | 395 tones   |
| Velocitat màxima  | 20 nusos    |
| Tripulació        | 39 persones |
| Passatgers        | 9           |

## Detalls i equipament[6]
El propietari fou Wilson Marshall. Desitjava un iot molt ràpid i mariner però, al mateix temps, que gaudís de tots els perfeccionaments i que fos confortable als passatgers i tripulants.

### Motors, generadors i màquines
- La màquina principal (un motor de vapor) permetia una velocitat màxima, només a vapor, de 17 nusos. Pesava 30 tones. (Vegeu la ref.8).
- Dues màquines de vapor accionaven dos generadors elèctrics. El iot disposava d'enllumenat elèctric i refrigeradors.
- Per a la maniobra tenia argues a la coberta moguts a vapor (per a hissar les veles i caçar les escotes).[7]
- Les xemeneies eren retràctils.

### Habitacle
Els materials eren de primera qualitat i la decoració era luxosa.
- Dos cambrots dobles
- Tres cambrots individuals
- Un lobby
- Un gran saló
- Un menjador
- Una saleta de navegació per a les cartes i les armes.
- Tres banys grans
- Una cambra d'observació
- A proa s'allotjava una tripulació de 39 persones (mariners i oficials) que vivien a bord tot l'any.

## Primeres regates
La goleta Atlantic va demostrar la seva velocitat en guanyar les regates Brenton Reef i Cape May Cup. En aquestes regates el capità era Lem Miller, segon de Charlie Barr en ocasions prèvies.

## La Kaiser’s Cup de 1905[9]

### Iots participants

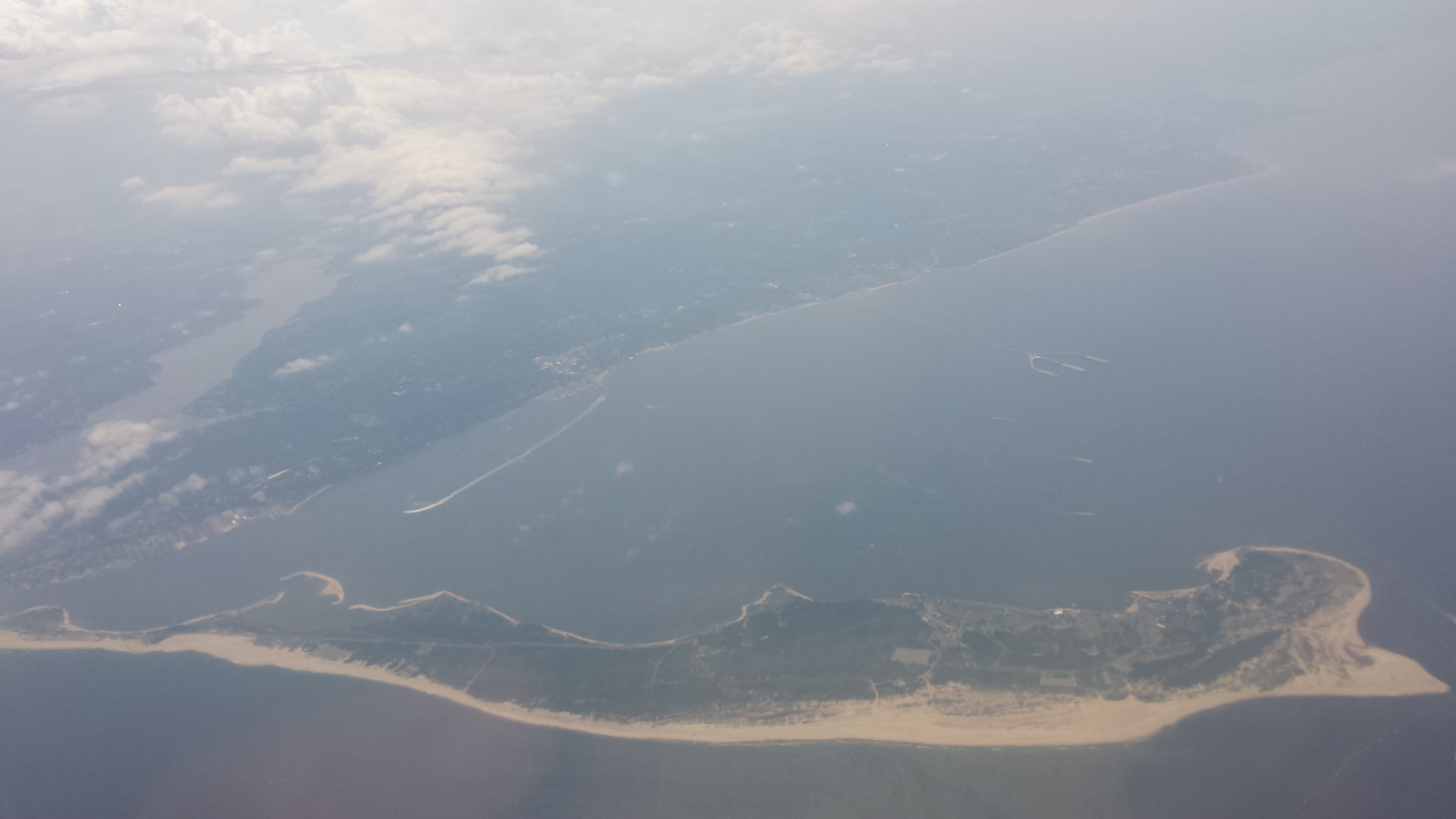
Vista aèria de Sandy Hook. Punt de sortida de la Copa del Kàiser de 1905.

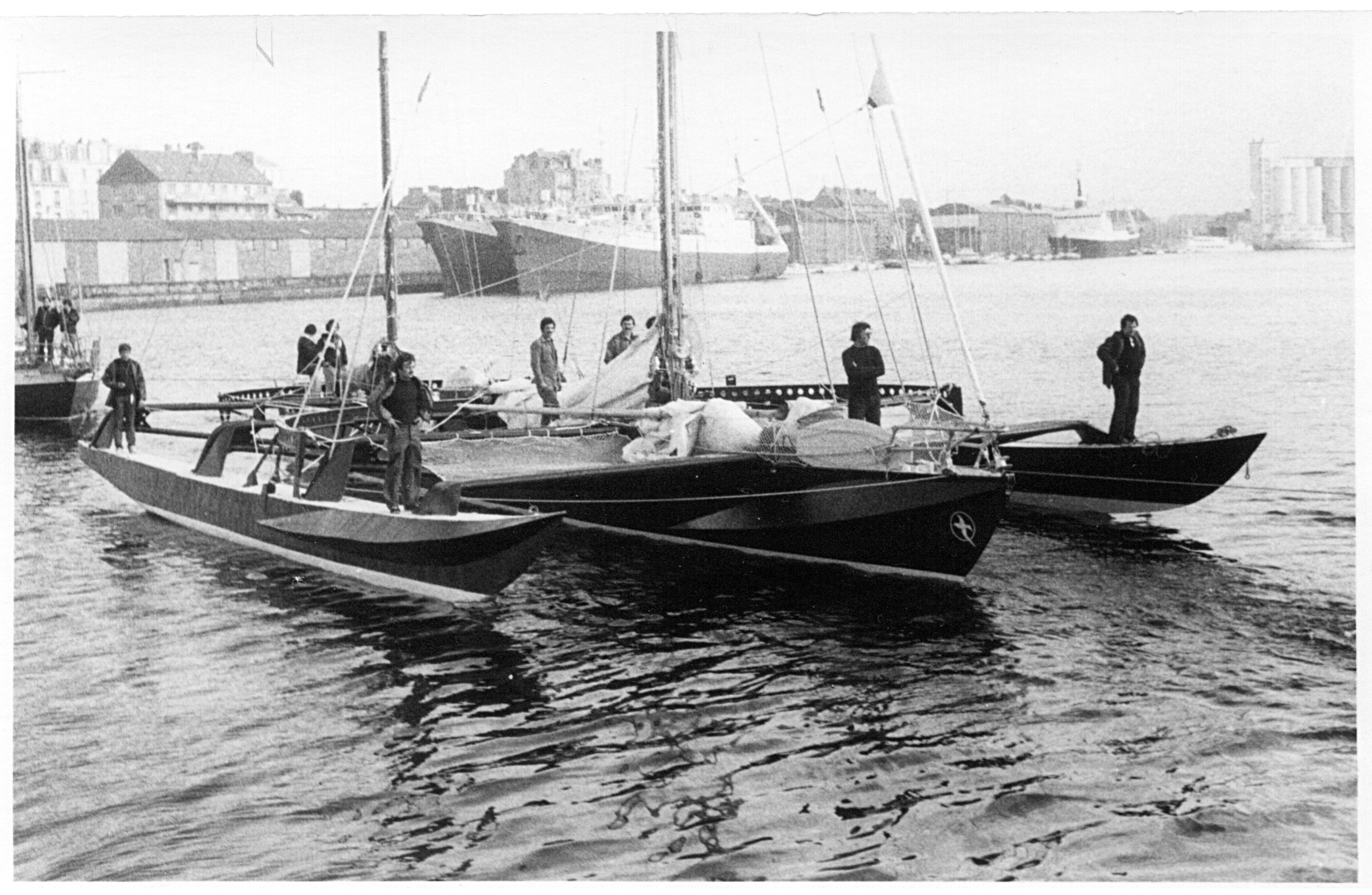
El trimarà Pen Duick IV a Saint Malo, rebatejat Manureva.

| Nom          | Aparell           | Eslora (peus) | Mànega (peus) | Avarament |
| ------------ | ----------------- | ------------- | ------------- | --------- |
| Atlantic     | goleta            | 185           | 29,3          | 1903      |
| Ailsa        | Iol               | 130,5         | 25,5          | 1895      |
| Apache       | bricbarca         | 198           | 28,6          | 1890      |
| Endymion     | goleta            | 137           | 24,4          | 1899      |
| Fleur de Lys | goleta            | 105           | 21,9          | 1890      |
| Hamburg      | goleta            | 146           | 23,9          | 1898      |
| Hilde garde  | goleta            | 135           | 26            | 1897      |
| Sunbeam      | goleta            | 154           | 27,6          | 1874      |
| Thistle      | goleta            | 150           | 27,8          | 1901      |
| Utowana      | goleta            | 190           | 27,5          | 1891      |
| Valhalla     | fragata de 3 pals | 298,6         | 37,2          | 1892      |

### Detalls
El Kaiser d'Alemanya, Guillem II, va patrocinar una regata transatlàntica el trofeu de la qual havia de ser una copa d'or (suposadament d'or massís) que s'emportaria el iot guanyador.
El recorregut anava des de Sandy Hook (prop de Nova York) fins a Lizard Point (Cornualla).
Hi va haver onze iots participants. Des de la fragata Valhalla (245 peus/ 648 tones) fins al Fleur de Lys (108 peus/ 86 tones). Els armadors incloïen el kàiser Guillem II, lord Brassey, el 26è Earl of Crawford, Allison Armour, Edmond Randolph, Edward Coleman, Lewis A. Stimson i Wilson Marshall, propietari de l'Atlantic.
El capità de la goleta Atlantic fou un famós escocès, Charlie Barr, que havia estat tres cops guanyador de la Copa America. Seguint una ruta de 3006 milles en 12 dies, 4 hores, 1 minut i 19 segons va guanyar amb facilitat, establint un rècord de la travessa que va durar 75 anys.
- La millor singladura fou de 341 milles en 24 hores, a una mitjana de 14,1 nusos.
- El dia abans de la singladura rècord, quan va començar una tempesta terrible, el propietari Wilson Marshall volia retirar-se de la regata. Però Charlie Barr s'hi va negar responent: “You’re paying me to race and race we will” (Em pagueu per a córrer i correrem).[12]
- Aquest rècord de la travessa de l'Atlantic (des d'Amèrica fins a Europa) el va batre el francès Eric Tabarly amb un trimarà el Pen Duick IV, l'any 1980.

## 1917-1941
Durant la Primera Guerra Mundial va fer tasques de lluita antisubmarina en aigües de Virgínia. Formant part d'una xarxa de vigilància o com a auxiliar de vaixells caçasubmarins.
L'any 1919 l'Atlantic fou venuda a James Cox Bradley.
L'any 1924 a Cornelius Vanderbilt.
L'any 1928 a Gerard Lambert, hereu de la fortuna Listerine, que va anar a la Mediterrània per a regates i creuers.

## 1941-1973
L'any 1941 la goleta Atlantic fou cedida per Gerard Lambert al Servei de Guardacostes. Es mantingué en servei tota la Segona Guerra Mundial i fou donada de baixa el 1947.
El iot es va deixar abandonat prop de Nova York i els saquejadors l'anaren desmuntant a peces, començant pel llast de plom.
Un particular, Ward Bright, va comprar el que quedava de la goleta i la va fer remolcar fins a New Jersey. Allí l'Atlantic va fer de saló de té flotant en la marina de Ward Bright. A mitjants dels anys 50 una tempesta va trencar les amarres del iot-saló de té i el conjunt va anar a la deriva fins a embarrancar i patir danys considerables. Remolcada de bell nou al moll de partida, fou simplement oblidada i deixada a l'acció dels elements. L'any 1964 es va enfonsar. Posada en flotació es va tornar a enfonsar l'any 1973.

## Els anys finals
Ken Wallis va comprar el vaixell enfonsat per 7.000 dòlars, el feu reflotar I el va remolcar a Virgínia, amb la intenció de reacondicionar-lo com a iot de creuers. Per manca de diners l'Atlantic es va tornar a enfonsar i fou subhastada per a ajudar a pagar els deutes.
Un senyor, Genero Santos, va comprar les restes enfonsades per 2.500 dòlars. Volia restaurar el iot i convertir-lo en un veler escola per a joves.
Les operacions de rescat foren accidentades i inútils. L'Atlantic fou posada en superfície dos cops (el primer intent no va reeixir) fins que les ones provocades per un vaixell a motor que navegava a prop feren que els tres pals caiguessin sobre coberta: la goleta es va enfonsar per darrera vegada.
L'Atlantic fou desballestada el 30 de gener de 1982 a Newport News Boat Harbor, Virgínia.

## Comparació de quatre velers
La taula següent presenta algunes característiques de quatre vaixells famosos. Cal tenir en compte que algunes de les característiques indicades, en procedir de fonts diferents, podrien no ser directament comparables.
| Concepte                  | Atlantic (iot) | Creole (iot) | Cutty Sark (clíper) | Thermopylae (clíper) |
| ------------------------- | -------------- | ------------ | ------------------- | -------------------- |
| Any d'avarament           | 1903           | 1927         | 1869                | 1868                 |
| Eslora total (m)          | 56,43          | 58           | 64,8                | 64,62                |
| Mànega (m)                | 8,85           | 9,45         | 11                  | 10,97                |
| Calat (m)                 | 4,90           | 5,60         | 6,4                 | 6,37                 |
| Superfície vèlica(m2)     | 1720           | 1423         | 2.608               | 2.700                |
| Desplaçament (tones)      | 304            | 434          | 921                 | 970                  |
| Millor singladura 24 h    | 341 milles     | ?            | 353                 | 360                  |
| Velocitat mantinguda 24 h | 14,2 nusos     | ?            | 14,7                | 15                   |
| Tripulació                | 39             | 16           | 35                  | 35                   |

## Videos
- Video curt de la rèplica de l'Atlantic navegant a tota vela.[15]
- Vegeu referència 10.